# Bunkichi Sawada

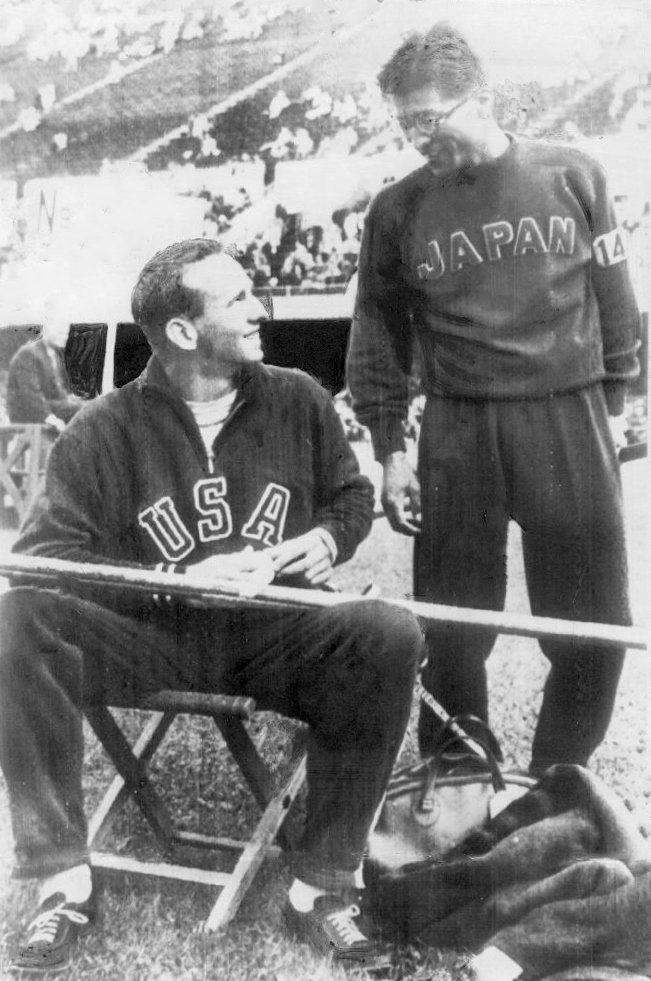
Don Laz und Bunkichi Sawada bei den Olympischen Spielen 1952

Bunkichi Sawada (jap. 沢田 文吉, Sawada Bunkichi; * 18. Juli 1920 in Gifu; † 12. Mai 2006 ebd.) war ein japanischer Stabhochspringer und Zehnkämpfer.
Bei den Asienspielen 1951 in Neu-Delhi gewann er Gold im Stabhochsprung und Silber im Zehnkampf.
Im Stabhochsprung wurde er bei den Olympischen Spielen 1952 in Helsinki Sechster und verteidigte seinen Titel bei den Asienspielen 1954 in Manila.
Seine persönliche Bestleistung im Stabhochsprung von 4,30 m stellte er am 13. August 1942 in Dalian auf.